# Esenbeckia caustica
Esenbeckia caustica är en tvåvingeart som först beskrevs av Osten Sacken 1886.  Esenbeckia caustica ingår i släktet Esenbeckia och familjen bromsar. Inga underarter finns listade i Catalogue of Life.